# Eduard zu Salm-Horstmar
Prinz Eduard Max Vollrath Friedrich zu Salm-Horstmar (* 22. August 1841 auf Schloss Varlar bei Osterwick; † 23. Dezember 1923 in Potsdam) war ein preußischer General der Kavallerie, Sportfunktionär und Mitglied des Internationalen Olympischen Komitees.

## Leben
Er war der dritte Sohn von Friedrich zu Salm-Horstmar (1799–1865) und dessen Frau Elisabeth, geborene zu Solms-Rödelheim und Assenheim (1806–1886).
Ab 1858 war er Kavallerieoffizier in der Preußischen Armee und diente u. a. vom 14. Mai 1890 bis zum 17. Oktober 1894 als Kommandeur der 1. Garde-Kavallerie-Brigade, vom 18. Oktober 1894 bis zum 10. September 1908 als Präses der General-Ordens-Kommission, sowie während des Ersten Weltkriegs als Generaladjutant von Wilhelm II. Nach Kriegsende trat er in den Ruhestand.
Als Vizepräsident des deutschen Komitees für die Olympischen Spiele 1900 in Paris wurde er Präsident für die Spiele von 1904, die damals die Funktionen des Nationalen Olympischen Komitees hatten. In dieser Eigenschaft war er von 1901 bis 1905 Mitglied des Internationalen Olympischen Komitees. Er gehörte dem alten Geschlecht Salm-Horstmar, Münsterländer Großgrundbesitzer an und war in Berlin als Mitglied des Union Clubs (des Vorläufers des Direktoriums für Vollblutzucht und Rennen) und des Kaiserlichen Automobilclubs bestens vernetzt.